# Gonocephalum pygmaeum
Gonocephalum pygmaeum – gatunek chrząszcza z rodziny czarnuchowatych i podrodziny Tenebrioninae.

## Taksonomia
Gatunek ten opisany został po raz pierwszy w 1829 roku przez Christiana von Stevena pod nazwą Opatrum pygmaeum.

## Morfologia
Chrząszcz o ciele długości od 5,5 do 6 mm, w zarysie owalnym z równoległymi bokami. Ubarwienie jest czarne, lecz przyżyciowo zwykle ciało pokrywa szarobrunatny nalot z gliny. Głowa jest mocno poprzeczna, tak szeroka jak przedplecze, zaopatrzona w oczy całkowicie podzielone występami policzków. Stosunkowo krótkie czułki mają człony coraz szersze począwszy od siódmego. Przedplecze ma silnie łukowato wyokrąglone brzegi boczne i niemal proste, słabo ku tyłowi wystające kąty tylne. Szersze od przedplecza, półtorakrotnie dłuższe niż szerokie pokrywy mają lekko wysklepione międzyrzędy, a w rzędach wyraźne szeregi dołkowatych punktów. Odnóża są krótkie; uzębiona przednia ich para pełni funkcje grzebne. Golenie przedniej pary są silniej ku szczytom rozszerzone niż u G. granulatum, osiągając tam szerokość równą długości czterech początkowych członów stopy razem wziętych.

## Ekologia i występowanie
Owad ten pędzi naziemny tryb życia. Zasiedla stanowiska o piaszczystym podłożu i trawiastej roślinności.
Gatunek palearktyczny, znany z Hiszpanii (części kontynentalnej i Balearów), Francji, Niemiec, Szwajcarii, Austrii, Włoch, Słowacji, Węgier, Ukrainy, Słowenii, Bułgarii, europejskiej części Rosji, azjatyckiej części Turcji, Gruzji, Kazachstanu oraz Chin.